# Maddarasanakatte, Jagalur
Maddarasanakatte là một làng thuộc tehsil Jagalur, huyện Davanagere, bang Karnataka, Ấn Độ.